# Мёллер, Фриц Хансен
Фриц Карл Йоахим Хансен Мёллер (дат. Frits Carl Joachim Hansen Møller; 1887—1962) — датский миколог.

## Биография
Фриц Хансен Мёллер родился 2 марта 1887 года в городе Эрслюкке в коммуне Лолланн в семье Петера Йоргена Хансена Мёллера и Мари Хансен Мёллер. В 1904 году окончил частную школу в Хорслунне, в 1909 году стал преподавать в Йонструпской семинарии. С 1909 по 1910 работал домашним учителем у Флак де Неергор в Вестерборге. С 1915 года преподавал в школе в Фуглебьерге. В 1916 году Мёллер женился на Анне Рут Генриетте Бюхман. С 1919 года Мёллер преподавал в средней школе в Нюкёбинге. Мёллер скончался 22 ноября 1962 года.
Начиная с 1919 года изучал грибы Дании и создал более 1500 акварелей интересных видов грибов.

## Грибы, названные в честь Ф. Х. Мёллера
- Agaricus moelleri Wasser, 1976
- Agaricus moellerianus Bon, 1985
- Cercosporella moelleri N.F.Buchw., 1958 [syn.  Pseudocercosporella filicis-feminae (Bres.) U.Braun, 1988]
- Cystolepiota moelleri Knudsen, 1978
- Diplodina moelleriana N.F.Buchw., 1958
- Galerina moelleri Bas, 1960
- Psilocybe moelleri Guzmán, 1978 [syn.  Deconica moelleri (Guzmán) Noordel., 2009]